# 四ヶ郷用水
四ヶ郷用水（しかごようすい）は、長野県長野市の用水路である。
善光寺平土地改良区の管轄下にある。主に大豆島地区に灌漑する。

## 地理
犀川幹線導水路から分水した四ヶ郷用水導水路から取水する。大豆島地区を通過し朝陽地区屋島の屋島排水機場で排水する。

## 歴史
慶長6年（1601年）、松平忠輝は大豆島村（大豆島）に綱島・河合・鍛冶沼の3郷の新田開発の許可を与え、この頃に開削されたとされる。大豆島・松岡・風間・千田（大豆島）の4か村が利用し、大豆島村が堰元として管理保全に当たった。このうち千田村は山王堰も使用していた。取水口は犀川左岸に設けたが、毎年の川の様子に従って変化せざるを得ず、荒木・市（芹田）・青木島（青木島町）の3か村との折衝が続いた。
昭和26年（1951年）、四ヶ郷用水土地改良区が設置され、末流の朝陽地区北屋島地域が加わった。昭和28年から同40年にかけて県営善光寺平川中島平農業水利改良事業が行われたが、この間の昭和37年に四ヶ郷用水土地改良区は善光寺平土地改良区と合併して事業に加わり、安茂里地区の小田切発電所放水路で取水する犀川幹線導水路からの取水に転換した。
また八幡・山王堰や四ヶ郷用水、浅川浅川末流の排水改善を目的として昭和38年（1936年）から同45年までに国営長野平農業水利改良事業が行われ、屋島排水機場が設置された。